# Hotelarstwo
Hotelarstwo – działalność gospodarcza polegająca na udzielaniu gościny przyjezdnym w przeznaczonych do tego obiektach bazy noclegowej. Zaspokaja potrzebę wypoczynku, noclegu, wyżywienia, utrzymania higieny osobistej, ochrony zdrowia i mienia, łączności z otoczeniem oraz rozrywek kulturalnych. Jest podstawową branżą turystyki jako gałęzi gospodarki narodowej.
Hotelarstwo jest sferą usług niematerialnych, w wyniku działalności hotelarskiej nie powstają nowe wyroby. Istotę hotelarstwa upatruje się w gościnności, gościnności specyficznej, bo za odpłatnością. Z takiego sformułowania płyną określone konsekwencje i zobowiązania hotelu w stosunku do gości, a w szczególności:
- zapewnienie bezpieczeństwa pobytu,
- zapewnienie wygody, co najmniej deklarowanego standardu obiektu i poziomu oferowanych usług,
- zapewnienie dobrej atmosfery pobytu, wysokiego profesjonalizmu i poziomu etyczno-moralnego zatrudnionych pracowników.

Czynniki warunkujące rozwój hotelarstwa:
- zarobki konsumentów,
- lokalizacja jednostek hotelarskich,
- jakość świadczonych usług,
- demografia,
- konkurencja,
- reklama,
- kultura kraju.